# Resposta al xoc tèrmic
La resposta al xoc tèrmic (anglès HSR) és una resposta cel·lular que augmenta el nombre de xaperones moleculars per combatre els efectes negatius sobre les proteïnes causats per estressors com l'augment de la temperatura, l'estrès oxidatiu i els metalls pesants. En una cèl·lula normal, s’ha de mantenir l'homeòstasi de proteïnes (proteòstasi) perquè les proteïnes són les principals unitats funcionals de la cèl·lula. Les proteïnes adopten una configuració definida per tal de guanyar funcionalitat. Si aquestes estructures s’alteren, es podrien veure afectats els processos crítics, cosa que provocaria danys cel·lulars o la mort. Amb la importància de les proteïnes establerta, la resposta al xoc tèrmic es pot emprar sota estrès per induir proteïnes de xoc tèrmic (HSP), també conegudes com a xaperones moleculars, que ajuden a prevenir o revertir el plegament de proteïnes i proporcionen un entorn per a un plegament adequat.
El plegament de proteïnes és una necessitat a causa de l'espai intracel·lular amb alta concentració de biomolècules on poden sorgir interaccions aberrants; es fa més difícil quan els estressors ambientals poden desnaturalitzar les proteïnes i provocar encara més plegaments no natius. Si el treball de les xaperones moleculars no és suficient per evitar un plegament incorrecte, la proteïna pot ser degradada pel proteasoma o l'autofàgia per eliminar qualsevol agregat potencialment tòxic. Les proteïnes plegades malament, si no es controlen, poden provocar una agregació que impedeixi que la proteïna es mogui en la seva conformació adequada i, finalment, condueix a la formació de placa, que es pot observar en diverses malalties. Les proteïnes de xoc tèrmic induïdes per la resposta al xoc tèrmic poden ajudar a prevenir l'agregació de proteïnes que poden conduir a malalties neurodegeneratives comuns com ara les d'Alzheimer, Huntington o Parkinson.